# Benson
Benson er by i Cochise County i delstaten Arizona i USA. Byen har 5.355 (2020) indbyggere.
Benson blev grundlagt i 1924, næsten 40 år efter fuldførelsen af Southern Pacific jernbanen igennem den sydlige Arizona. Den blev navngivet efter dommer William B. Benson fra Californien, som var en ven af jernbanens præsident. I starten af 1900-tallet, voksede byen med et deraf følgende behov for kobber og sølv. Disse metaller blev udvundet i San Pedro Valley og sendt til Benson for at blive smeltet og distribueret videre med jernbanen. I dag tjener Benson de rejsende på motorvej I-10 og er gennemvej for dem som besøger det sydøstlige Arizona. Jernbanen gjorde Benson til et vigtigt transportknudepunkt, og er det stadigvæk den dag i dag.